# I Remember (川嶋あいの曲)
「I Remember feat. Joe Sample」（アイ・リメンバー フィーチャリング ジョー・サンプル）は、日本のシンガーソングライター・川嶋あいの20枚目のシングルで2010年12月15日に発売された。

## 概要
前作「春の夢」から8か月ぶりのリリースとなるシングル。
通常版と初回限定版の2種類で発売され、3トラック目が通常版と初回限定版で別々の楽曲が収録されている。初回生産限定盤のみDVDが付属している。PV監督は遠藤尚太郎。
表題曲にはピアニストのジョー・サンプルがフィーチャリングアーティストとして参加している。

## 収録曲

### 通常盤
| 全作詞・作曲: 川嶋あい。 |                                 |          |            |            |      |
| #                        | タイトル                        | 作詞     | 作曲・編曲 | 編曲       | 時間 |
| 1.                       | 「I Remember feat. Joe Sample」 | 川嶋あい | 川嶋あい   | Joe Sample | 4:45 |
| 2.                       | 「とけない魔法」                | 川嶋あい | 川嶋あい   | 長澤孝志   | 4:49 |
| 3.                       | 「promise」                     | 川嶋あい | 川嶋あい   | 長澤孝志   | 3:24 |

### 初回生産限定盤
| 全作詞・作曲: 川嶋あい。 |                                                 |          |            |            |      |
| #                        | タイトル                                        | 作詞     | 作曲・編曲 | 編曲       | 時間 |
| 1.                       | 「I Remember feat. Joe Sample」                 | 川嶋あい | 川嶋あい   | Joe Sample | 4:45 |
| 2.                       | 「とけない魔法」                                | 川嶋あい | 川嶋あい   | 長澤孝志   | 4:49 |
| 3.                       | 「I Remember feat. Joe Sample〜English Ver.〜」 | 川嶋あい | 川嶋あい   | Joe Sample | 4:44 |

| #  | タイトル                                              | 作詞 | 作曲・編曲 | 監督       |
| -- | ----------------------------------------------------- | ---- | ---------- | ---------- |
| 1. | 「I Remember feat. Joe Sample」(ミュージック・ビデオ) |      |            | 遠藤尚太郎 |